# Mariakapel (Nunhem)

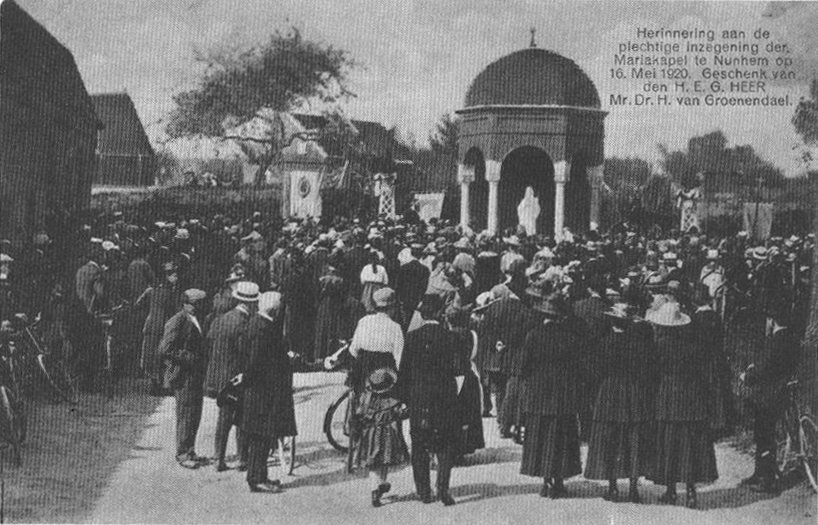
Inwijding van de kapel, 16 mei 1920

De Mariakapel of Magnificatkapel is een kapel in Nunhem, in de Nederlandse gemeente Leudal. De kapel is gewijd aan de heilige Maria en staat bij Servaasweg 4, op een pleintje aan de driesprong met de Molenbergstraat.

## Geschiedenis
De kapel werd op 16 mei 1920 ingezegend. Het Mariabeeld is uit 1919, van de hand van beeldhouwer G. van de Bossche. De opdrachtgever en financier was het uit Nunhem afkomstige Tweede Kamerlid Henri van Groenendael. Zijn broer, de architect Jean van Groenendael, ontwierp mede de Servaaskapel uit 1892 die iets buiten het dorp staat, bij Servaasweg 46.
In 2000 werd de Mariakapel toegevoegd aan het rijksmonumentenregister.

## Gebouw
De open bakstenen kapel met zes rondbogen op een zeshoekige plattegrond is opgetrokken in traditionalistische stijl en wordt gedekt door een tentdak met kunststof shingles en een smeedijzeren nokpiron. Oorspronkelijk had de kapel een koepeldak. De voorste drie bogen rusten op vier hardstenen zuilen met Korinthische kapitelen. De achterste bogen zijn gesloten bakstenen wanden. Boven de voorste bogen zijn drie tegeltableaus aangebracht die samen een Latijnse tekst vormen: Magnificat anima mea Dominum, in het Nederlands Mijn ziel verheerlijkt de Heer, ontleend aan het Magnificat. Middenin de kapel staat op een stenen sokkel het Mariabeeld dat uitgevoerd is in wit marmer.